# Les Héros (roman)
Pour les articles homonymes, voir Les Héros.
Les Héros (titre original : The Heroes) est un roman de Joe Abercrombie sorti en 2011 qui se déroule dans l'univers de La Première Loi.
Il raconte l'histoire de plusieurs guerriers de renommée, qui s'opposent dans une bataille pour conquérir un territoire. L'Union et Le Nord s'affrontent dans cette guerre. Il y a environ une vingtaine de personnages importants dans l'histoire avec des histoires diverses et variées.
L'auteur considère ce roman comme son œuvre la plus techniquement accomplie avec ses différents personnages et intrigues entremêlés dans un laps de temps très court.

## Résumé
Récit d'une bataille sur trois jours et à travers les points de vues de six personnages principaux, trois dans chaque camp (Bremer dan Gorst, Finree dan Brock et le caporal Tunny dans le camp de l'Union, et Curnden Crow, Calder et Beck pour le Nord). Le roman voit aussi le retour de certains personnages de la trilogie de La Première Loi comme le mage Bayaz, Renifleur, Dow le Sombre, Frisson (appelé désormais sous son nom de la VO Shivers), le maréchal Kroy, le général Jalenhorm, le colonel Brint, Scale, etc.

## Accueil
Les Héros se classe à la 3e place des meilleures ventes hebdomadaires de romans au Royaume-Uni.